# فعل وجهی
فعل وجهی یا فعل کمکی وجهی نوعی فعل کمکی است که دیدگاه گوینده یا نویسنده را دربارهٔ حالت یا رویداد فعل نشان می‌دهد.
وجه، مقوله‌ای است نحوی - معنایی که نظر و دیدگاه گوینده را نسبت به محتوای آنچه می‌گوید نشان می‌دهد. زبان به طرق مختلف می‌تواند محتوای یک جمله را بر حسب میزان تعهد گوینده به صحت آن، یا نوع در خواست او برای وقوع کنش مطرح در آن، نشان دار کند. فعل‌های وجهی یکی از ابزارهای بیان وجه هستند که در بعضی زبان‌ها، از جمله زبان فارسی، از آنها استفاده می‌شود. سه فعل بایستن، شدن و توانستن فعل‌های وجهی زبان فارسی هستند که برای بیان سه وجه برداشتی، درخواستی و توانمندی، که سه نوع وجه اصلی هستند، و دو درجه امکان و الزام، که به عنوان درجات وجه مطرح می‌باشند، به کار می‌روند. بررسی‌ها نشان می‌دهد که در زبان فارسی تنها فعلی که برای درجه الزام در هر سه وجه برداشتی، در خواستی و توانمندی به کار می‌رود فعل بایستن است و درجه امکان توسط دو فعل توانستن و شدن بیان می‌شود.

## فعل وجهی در زبان آلمانی
در زبان آلمانی نیز افعال وجهی جهت بیان دیدگاه گوینده استفاده می‌شود که به آن‌ها مودال ورب(Modalverb) گویند و ۶ فعل در این دسته قرار می‌گیرند:
۱-können (توانستن) ۲-mögen
```
(میل داشتن، خواستن، دوست داشتن) ۳-dürfen (اجازه داشتن) ۴-müssen (بایستن، اجبار داشتن) ۵-sollen (بایستن، اجبار داشتن، ترجیح داشتن) ۶-wollen (خواستن)
```